# Taygetis laches
Espèce
Taygetis laches est une espèce de papillons de la famille des Nymphalidae, de la sous-famille des Satyrinae, de la tribu des Satyrini, de la sous-tribu des Euptychiina et du genre Taygetis.

## Dénomination
Taygetis laches a été décrit par l'entomologiste danois Johan Christian Fabricius en 1793 sous le nom de Papilio laches.

### Synonymie
- Papilio laches (Fabricius 1793) [1]
- Taygetis andromeda (Godman & Salvin, 1881) [2]

### Noms vernaculaires
Taygetis laches se nomme Laches Satyr en anglais.

## Taxinomie
Liste des sous-espèces
- Taygetis laches laches présent au Surinam, en Guyana et en Guyane

Synonymie pour cette sous-espèce
Papilio andromeda (Cramer, 1776)  Synonymie partagée avec Cithaerias andromeda.
Taygetis fatua (Hübner, 1819)
- Taygetis laches isis Bargmann, 1928; présent au Pérou.
- Taygetis laches marginata Staudinger, [1887]
- Taygetis laches ssp au Brésil[1]

## Description
Taygetis laches est un grand papillon à l'apex de l'aile antérieure coupé et aux ailes postérieures dentelées. Le dessus est marron foncé avec une marge plus claire, beige grisé. 
Le revers est marron nacré à reflets violet à aire postdiscale plus claire beige grisé nacré avec une ligne submarginale dde discrets ocelles.

## Biologie
Taygetis laches vole toute l'année en Guyane.

### Plantes hôtes
Les plantes hôtes de sa chenille sont des Poaceae dont des Panicum et des Olyra,.

## Écologie et distribution
Taygetis laches est présent en Amérique en plusieurs isolats, un au Mexique et en Amérique centrale, le second au Pérou, le troisième au Brésil et le quatrième  au Surinam, en Guyana et en Guyane,.

### Biotope
En Guyane il réside en sous-bois.

### Protection
Pas de statut de protection particulier